# Lista siturilor arheologice din județul Olt - S
Lista siturilor arheologice din județul Olt - S conține toate siturile arheologice din județul Olt înscrise în Repertoriul Arheologic Național (RAN) și aflate în localități al căror nume începe cu litera S. RAN este administrat de Ministerul Culturii și Patrimoniului Național și cuprinde date științifice, cartografice, topografice, imagini și planuri, precum și orice alte informații privitoare la zonele cu potențial arheologic, studiate sau nu, încă existente sau dispărute.
Puteți căuta un sit din localitățile care încep cu litera S folosind formularul de mai jos sau puteți naviga prin toate siturile din județ la Lista siturilor arheologice din județul Olt.
| Cod RAN                                   | Denumire | Localitate                          | Adresă         | Datare                                       | Descoperit | Coordonate                                              | Imagine           | Erori            |
| ----------------------------------------- | --- | ----------------------------------- | -------------- | -------------------------------------------- | ---------- | ------------------------------------------------------- | ----------------- | ---------------- |
| 125356.02.01 (Cod LMI: OT-I-m-B-08479.05) | Situl arheologic de la Slatina - str. Pitești / ansamblu anonim (Categorie: locuire civilă) (Tip: Așezare)                           | municipiul Slatina                  | str. Pitești   | Vădastra                                     |            |                                                         | Încărcați imagine | Raportați eroare |
| 125356.02.02 (Cod LMI: OT-I-m-B-08479.05) | Situl arheologic de la Slatina - str. Pitești / ansamblu anonim (Categorie: locuire civilă) (Tip: Așezare)                           | municipiul Slatina                  | str. Pitești   | Sălcuța                                      |            |                                                         | Încărcați imagine | Raportați eroare |
| 125356.02.03 (Cod LMI: OT-I-m-B-08479.04) | Situl arheologic de la Slatina - str. Pitești / ansamblu anonim (Categorie: locuire civilă) (Tip: Așezare)                           | municipiul Slatina                  | str. Pitești   | Glina                                        |            |                                                         | Încărcați imagine | Raportați eroare |
| 125356.02.04 (Cod LMI: OT-I-m-B-08479.03) | Situl arheologic de la Slatina - str. Pitești / ansamblu anonim (Categorie: locuire civilă) (Tip: Așezare)                           | municipiul Slatina                  | str. Pitești   | Verbicioara                                  |            |                                                         | Încărcați imagine | Raportați eroare |
| 125356.02.05 (Cod LMI: OT-I-m-B-08479.01) | Situl arheologic de la Slatina - str. Pitești / ansamblu anonim (Categorie: locuire civilă) (Tip: Așezare)                           | municipiul Slatina                  | str. Pitești   | geto-dacică sec. IV - I a. Chr.              |            |                                                         | Încărcați imagine | Raportați eroare |
| 125356.02.06 (Cod LMI: OT-I-s-B-08479)    | Situl arheologic de la Slatina - str. Pitești / ansamblu anonim (Categorie: locuire civilă) (Tip: Așezare)                           | municipiul Slatina                  | str. Pitești   | sec. II - III                                |            |                                                         | Încărcați imagine | Raportați eroare |
| 125356.02.07 (Cod LMI: OT-I-m-B-08479.01) | Situl arheologic de la Slatina - str. Pitești / ansamblu anonim (Categorie: locuire civilă) (Tip: Așezare)                           | municipiul Slatina                  | str. Pitești   | sec. V - X                                   |            |                                                         | Încărcați imagine | Raportați eroare |
| 125356.01.01 (Cod LMI: OT-I-m-B-08478.02) | Situl arheologic de la Slatina - "Săliște" / ansamblu anonim (Categorie: locuire civilă) (Tip: Așezare)                              | municipiul Slatina                  | Săliște        | geto-dacică sec. II - I a. Chr.              |            |                                                         | Încărcați imagine | Raportați eroare |
| 125356.01.02 (Cod LMI: OT-I-m-B-08478.01) | Situl arheologic de la Slatina - "Săliște" / ansamblu anonim (Categorie: locuire civilă) (Tip: Așezare)                              | municipiul Slatina                  | Săliște        | sec. IV                                      |            |                                                         | Încărcați imagine | Raportați eroare |
| 129059.02.01 (Cod LMI: OT-I-s-B-08507)    | Așezarea fortificată Latene de la Sprâncenata - "La Cetate" / ansamblu anonim (Categorie: locuire civilă) (Tip: Așezare fortificată) | sat Sprâncenata, comuna Sprâncenata | La Cetate      | geto-dacică sec. II a. Chr. - sec. I p. Chr. |            |                                                         | Încărcați imagine | Raportați eroare |
| 127162.01.01 (Cod LMI: OT-I-s-B-08531)    | Așezarea romană de la Slăveni / ansamblu anonim (Categorie: locuire civilă) (Tip: Așezare)                                           | sat Slăveni, comuna Gostavățu       |                | sec. II-III                                  |            |                                                         | Încărcați imagine | Raportați eroare |
| 127162.02.01 (Cod LMI: OT-I-s-A-08532)    | Necropola tumulară romană de la Slăveni - "La Movilă" / ansamblu anonim (Categorie: descoperire funerară) (Tip: Necropolă tumulară)  | sat Slăveni, comuna Gostavățu       | La Movilă      | sec. II-III                                  |            |                                                         | Încărcați imagine | Raportați eroare |
| 127162.03.01 (Cod LMI: OT-I-s-A-08533)    | Castrul roman de la Slăveni - "La Cetate" / ansamblu anonim (Categorie: locuire militară) (Tip: Castru)                              | sat Slăveni, comuna Gostavățu       | La Cetate      | sec. II-IV                                   |            | 44°05′33″N 24°30′54″E / 44.0926055556°N 24.5149833333°E | Încărcați imagine | Raportați eroare |
| 129059.01.01 (Cod LMI: OT-I-m-B-08534.02) | Situl arheologic de la Sprâncenata - "Cotul Morii" / ansamblu anonim (Categorie: locuire civilă) (Tip: Așezare)                      | sat Sprâncenata, comuna Sprâncenata | Cotul Morii    | daco-romană sec. II-III                      |            |                                                         | Încărcați imagine | Raportați eroare |
| 129059.01.02 (Cod LMI: OT-I-m-B-08534.01) | Situl arheologic de la Sprâncenata - "Cotul Morii" / ansamblu anonim (Categorie: locuire civilă) (Tip: Așezare)                      | sat Sprâncenata, comuna Sprâncenata | Cotul Morii    | sec. VIII - X                                |            |                                                         | Încărcați imagine | Raportați eroare |
| 129120.01.01 (Cod LMI: OT-I-m-B-08535.03) | Situl arheologic de la Stoicănești - "Coandă" / ansamblu anonim (Categorie: locuire civilă) (Tip: Așezare)                           | sat Stoicănești, comuna Stoicănești | Coandă         | Sălcuța                                      |            |                                                         | Încărcați imagine | Raportați eroare |
| 129120.01.02 (Cod LMI: OT-I-m-B-08535.02) | Situl arheologic de la Stoicănești - "Coandă" / ansamblu anonim (Categorie: locuire civilă) (Tip: Așezare)                           | sat Stoicănești, comuna Stoicănești | Coandă         | geto-dacică sec. II - I a. Chr.              |            |                                                         | Încărcați imagine | Raportați eroare |
| 129120.01.03 (Cod LMI: OT-I-m-B-08535.01) | Situl arheologic de la Stoicănești - "Coandă" / ansamblu anonim (Categorie: locuire civilă) (Tip: Așezare)                           | sat Stoicănești, comuna Stoicănești | Coandă         | Ipotești - Cândești sec. IV - VIII           |            |                                                         | Încărcați imagine | Raportați eroare |
| 129120.02.01                              | Situl arheologic de la Stoicănești - "Corbu" / ansamblu anonim (Categorie: locuire civilă) (Tip: Așezare)                            | sat Stoicănești, comuna Stoicănești | Corbu          | geto-dacică sec. II a. Chr. - sec. I p. Chr. |            |                                                         | Încărcați imagine | Raportați eroare |
| 129120.02.02                              | Situl arheologic de la Stoicănești - "Corbu" / ansamblu anonim (Categorie: locuire civilă) (Tip: Așezare)                            | sat Stoicănești, comuna Stoicănești | Corbu          | sec. IV - VII                                |            |                                                         | Încărcați imagine | Raportați eroare |
| 129120.03.01 (Cod LMI: OT-I-s-B-08536)    | Situl arheologic de la Stoicănești - "Valea Dracului" / ansamblu anonim (Categorie: locuire civilă) (Tip: Așezare)                   | sat Stoicănești, comuna Stoicănești | Valea Dracului | geto-dacică sec. II a. Chr. - sec. I p. Chr. |            |                                                         | Încărcați imagine | Raportați eroare |
| 129120.03.02 (Cod LMI: OT-I-s-B-08536)    | Situl arheologic de la Stoicănești - "Valea Dracului" / ansamblu anonim (Categorie: locuire civilă) (Tip: Așezare)                   | sat Stoicănești, comuna Stoicănești | Valea Dracului | sec. VI - VII                                |            |                                                         | Încărcați imagine | Raportați eroare |
| 125356.03.01                              | Așezarea Sălcuța de la Slatina- Botul Calului / ansamblu anonim (Categorie: locuire) (Tip: Așezare)                                  | municipiul Slatina                  | Botul Calului  | Sălcuța                                      |            |                                                         | Încărcați imagine | Raportați eroare |